# 賴蓋特 (英國國會選區)
賴蓋特（英語：Reigate），英國國會一郡選區，位於英格蘭東南部薩里郡東部，包括賴蓋特-班斯特德大部。
本區創設於1295年，1832年縮減至一席，1868年撤銷。自1985年恢復以來一直支持保守黨，自由黨只勝出一次。在2010年大選中，該黨的克里斯平·布朗特以53.4%選票勝出該區自1997年起三次連任成功。